# Stalag Luft III
Stalag Luft III (allemand : Stammlager Luft III ; littéralement « Camp principal, Air, III) était un camp de prisonniers de guerre durant la Seconde Guerre mondiale où étaient incarcérés des personnels des forces aériennes alliées.

## Description
Établi en mai 1942, à l’est du Stalag VIII C et à 160 km au sud-est de Berlin, le Stalag Luft III se trouvait près de Żagań, en Basse-Silésie prussienne et relevait exclusivement de la Luftwaffe. Le site avait été sélectionné car le sol sableux était censé rendre difficiles les travaux d’excavation par des prisonniers tentés de s’échapper par tunnel souterrain.
Les prisonniers étaient principalement des aviateurs britanniques et américains, mais des prisonniers d'autres nationalités y ont été recensés : Français, Belges, Canadiens, Néerlandais, Grecs, Norvégiens, Lituaniens, Slovaques, Tchèques, Polonais, ainsi que des pilotes venus de Nouvelle-Zélande, d'Australie et de la République d'Afrique du Sud. On estime qu'au début de 1944, le nombre de détenus s'élevait à plus de 10 500 prisonniers.
Il est connu pour les deux évasions qui s’y sont déroulées :
1. La première en 1943 qui est retracée dans le livre Le Cheval de bois de l’écrivain Eric Williams (en), servant de trame au film réalisé par Jack Lee en 1950.
2. La seconde désignée comme « La Grande Évasion », eut lieu en mars 1944[1] ; conçue par le squadron leader de la Royal Air Force Roger Bushell et autorisée par l’officier britannique senior du Stalag Luft III, Herbert Massey (en), une version hautement romancée de l’évasion est décrite dans le livre de l’ancien prisonnier Paul Brickhill, qui inspirera le film de 1963.

Le camp a été libéré par les forces soviétiques en janvier 1945. Le site de l’ancien camp est maintenant un musée.

## Organisation du camp

### Commandement et répartition

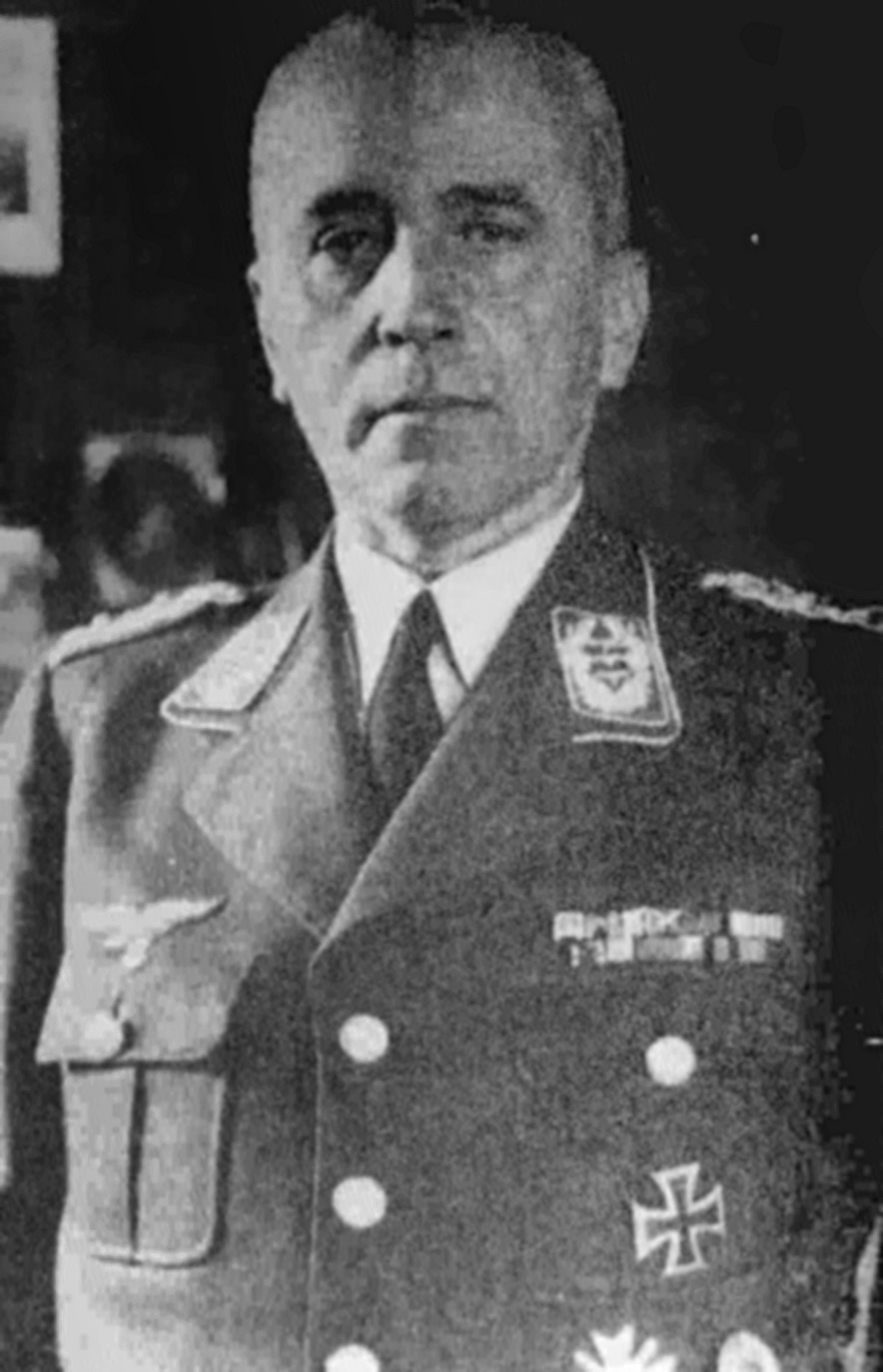
Kommandant Friedrich Wilhelm von Lindeiner-Wildau, commandant du Stalag Luft III.

Les forces allemandes suivent alors une pratique selon laquelle chaque « arme » est responsable des prisonniers adverses de l'arme correspondante. En conséquence, la Luftwaffe est normalement responsable de tous les aviateurs alliés prisonniers, y compris de la Fleet Air Arm, l'aviation anglaise aéronavale évoluant à partir de bâtiments de la Royal Navy. Dans quelques cas, il arriva que des personnels non aériens fussent gardés dans ce camp.
Stammlager Luft (littéralement « Camp d'aviateurs prisonniers de guerre ») était la désignation d'un camp de prisonniers géré par la Luftwaffe. Quoique le camp n’ait accueilli que des officiers avant la création d'ultérieures extensions, il n’a jamais reçu l’appellation d’Offizierslager ou Oflag.
À Sagan, au Stalag Luft III, le camp fut successivement constitué de différentes zones (ou enceintes), cernées par de hautes clôtures grillagées, indépendantes les unes des autres, sous la surveillance constante, à partir de miradors, de plusieurs gardes armés. La partie originale du camp, désignée plus tard comme "l'enceinte est", fut achevée et déclarée prête à recevoir des détenus le 21 mars 1942. Les premiers prisonniers de guerre du Stalag Luft III, ou kriegies ainsi qu'ils s’appelaient entre eux (de Kriegsgefangene, « prisonnier de guerre » en allemand), à y être transférés dès avril 1942, étaient des officiers britanniques ou venant du Commonwealth. La deuxième à être mise en exploitation, le 11 avril 1942, "l'enceinte centrale", accueillit jusqu’à la fin de l’année des sous-officiers (britanniques et du Commonwealth), remplacés alors par des aviateurs américains de l’USAAF. Exploitée à partir du 29 mars 1943 "l’enceinte nord", celle qui fut le théâtre de la « Grande Évasion », perdit ses pensionnaires de l'USAAF quand, en septembre 1943, ceux-ci intégrèrent une "enceinte sud" spécialement réservée à des aviateurs américains. Le nombre des prisonniers issus de l’USAAF augmentant de manière significative au cours des mois suivants, conduisit à l’ouverture de "l’enceinte ouest" en juillet 1944. Chaque enceinte comprenait une quinzaine de baraquements avec des dortoirs de 3 mètres par 3,70 mètres où dormaient 15 prisonniers répartis dans cinq lits à trois étages superposés. À la longue, le camp couvrit approximativement 24 hectares pour quelques 2 500 officiers de la RAF, 7 500 de l’USAAF et 900 autres de diverses nationalités, pour un total de 10 949 prisonniers,.

### Vie dans le camp
Une substantielle bibliothèque avec du matériel d’enseignement était disponible, de nombreux prisonniers acquérant ainsi des grades universitaires en langue, ingénierie ou droit. Les examens ont été fournis par la Croix-Rouge et supervisés par un doyen (Master (en)) du King’s College prisonnier du camp. Les prisonniers construisirent également un théâtre et mirent en scène le répertoire des théâtres de West End. Les prisonniers utilisaient l’amplificateur du camp pour diffuser une station d’information et de musique qu’ils baptisèrent « Station KRGY » (abréviation de Kriegsgefangener) et imprimaient deux journaux publiés quatre fois par semaine, le Circuit et le Kriegie Times.
Les prisonniers mettaient en œuvre un système par lequel les nouveaux venus étaient contrôlés afin de prévenir l’infiltration de leurs rangs par des agents allemands. Tout prisonnier qui ne disposait pas de deux garants parmi les prisonniers était sévèrement interrogé et ensuite continuellement escorté par d’autres prisonniers jusqu’à ce qu’il soit considéré comme un véritable prisonnier allié. Plusieurs infiltrés furent découverts par cette méthode et aucun n’eut connaissance des tentatives d’évasion[réf. nécessaire].
L’alimentation était continuellement un sujet de préoccupation pour les prisonniers. Les apports nutritionnels pour un adulte inactif sont de 2 150 kcal. Le camp alloue la ration des civils allemands « non-actifs » qui fournit 1 928 kcal par jour, l’équilibre étant atteint grâce aux colis des Croix-Rouge américaine, canadienne et britannique ainsi que des familles. Comme de coutume dans de nombreux camps, les paquets individuels et de la Croix-Rouge sont rassemblés et distribués à égalité à chaque homme. Le camp avait également un système interne de troc appelé « Foodacco ». Les Allemands payent aux officiers capturés l’équivalent de leur paie dans une monnaie interne (lagergeld) qui est utilisée pour acheter des biens mis à disposition par l’administration allemande. Tous les trois mois, de la bière, en quantité insuffisante, est mis en vente à la cantine. Comme les sous-officiers ne reçoivent aucune paie, il est d’usage que les officiers leur fournissent un tiers de leur lagergeld, mais l’ensemble est mis en commun au Luft III. Comme la politique du gouvernement britannique était de déduire la paie du camp de la paie militaire, la mise en commun évite la pratique dans les autres camps où les officiers américains contribuent à la cantine britannique.
Le Stalag Luft III disposait du meilleur programme récréatif de l’ensemble des camps de prisonniers de guerre en Allemagne. Chaque enceinte disposait de terrains de volleyball et d’athlétisme. Les prisonniers participent également à des matchs de basket-ball, softball, boxe, touch football, volley-ball, tennis de table et escrime avec des ligues pour la plupart d’entre-eux. Un bassin de 6,1 × 6,7 × 1,5 mètres destiné à la lutte anti-incendie était occasionnellement utilisé pour la natation.
Comme décrit par J. Frank Diggs (en), de nombreuses aménités ont été rendues possibles grâce à l’action du juriste suédois Henry Söderberg, représentant de la Young Men's Christian Association, que ce soit en matière de sport, de religion, de lecture, de musique.

### Surveillance
Le camp a été conçu pour rendre l’évasion extrêmement compliquée. Le creusement d’un tunnel, en particulier, fut rendu difficile par plusieurs facteurs :
1. Les baraques abritant les prisonniers étaient installées à environ 60 cm au-dessus du sol pour faciliter la détection par les gardes de travaux d’excavation.
2. Le camp a été construit dans une région au sous-sol sableux dont le jaune brillant rend facilement détectable l’extraction de la terre sombre et grise se situant en dessous de ce niveau, notamment s’il y en a sur les vêtements. Également, le sable ne permet de s’assurer que très difficilement de l’intégrité structurelle des tunnels.
3. Des microphones sismographes ont été installés autour du camp afin de détecter le creusement de tunnels.

Les gardes allemands étaient qualifiés par les prisonniers de goons (« idiot » et, inconscient de la connotation du terme, acceptèrent le surnom après qu’on leur ait dit qu’il correspondait à « German officer or Non-Com » (« officier ou sous-officier allemand »). Les gardes étaient suivis partout par les prisonniers qui utilisaient un système élaboré de signaux pour avertir les autres de leur localisation. Les mouvements des gardes étaient minutieusement enregistrés dans un journal conservé par une ronde d’officiers. Incapables de stopper ce système que les prisonniers appelaient le « Duty Pilot », les Allemands le tolérèrent et, à une occasion, le registre fut utilisé par le commandant von Lindeiner pour appuyer les charges contre deux gardes qui avaient quitté leur poste durant plusieurs heures.
Les 800 gardes du camp, aviateurs de la Luftwaffe, étaient soit trop vieux pour le combat ou en convalescence. Ils accordèrent ainsi un bien meilleur traitement aux prisonniers que celui reçu dans les autres camps de prisonniers situés en Allemagne. Le major Gustav Simoleit, commandant adjoint, professeur d’histoire, géographie et d’ethnologie avant la guerre, parlait plusieurs langues incluant l’anglais, le russe, le polonais et le tchèque. Transféré à Żagań au début de 1943, il prouva sa sympathie pour les aviateurs alliés. Ignorant l’interdiction d’étendre la courtoisie militaire aux prisonniers de guerre, il fournit les honneurs militaires complets lors de funérailles de prisonniers du Luft III dont un aviateur juif.

## Les évasions

### Première évasion (1943)
Plusieurs tentatives d'évasion infructueuses ont lieu, notamment celle du pilote britannique Bertie Joyce en février 1943. La première évasion a lieu en octobre 1943 dans l’enceinte est. Les kriegies construisirent un saut de cheval à partir de contreplaqué fourni par les colis de la Croix-Rouge. Évoquant un moderne cheval de Troie, le cheval a été conçu pour cacher homme, outils et conteneurs de boue. Chaque jour le cheval était placé au même endroit, à proximité de la clôture, et tandis que des exercices de gymnastique ont lieu, un tunnel est creusé. À la fin de chaque journée de travail, un panneau était placé sur l’entrée du tunnel et couvert avec de la terre de la surface. Le bruit des exercices de gymnastique couvrait celui des travaux d’excavation. Pendant trois mois, trois prisonniers, le lieutenant Michael Codner (en) et les flight lieutenant Eric Williams et Oliver Philpot (en), creusèrent, par roulement de un ou deux sapeurs à la fois, un tunnel de 30 mètres en utilisant des bols comme pelle et des tiges métalliques pour percer jusqu’à la surface des trous d’air. Il n’y eut pas d’étaiement du tunnel à l’exception de l’entrée. L’évasion de Codner, Williams et Philpot eut lieu dans la nuit du 19 octobre 1943.
Williams et Codner purent atteindre le port de Stettin, où ils embarquèrent sur un cargo danois et retournèrent finalement en Grande-Bretagne. Philpot, déguisé en fabricant de margarine norvégien, prit un train pour Dantzig, où il embarqua dans un navire suédois en partance pour Stockholm d’où il fut rapatrié vers le Royaume-Uni. Williams publia le récit de son évasion dans Goon in the Block, plus tard retitré The Wooden Horse, et qui donna lieu au film éponyme tandis que Philpot publia Stolen Journey.

### «La Grande Évasion» (1944)
Cette évasion de masse fut organisée par le Comité « X », créé au printemps 1943 et dirigée par le commandant Roger Bushell. Par un tunnel de 111 m de longueur, creusé à 10 m de profondeur, 76 pilotes réussirent à sortir du camp. Les Allemands traquèrent les évadés sur tout le territoire et tous furent repris sauf trois pilotes, qui échappèrent aux nazis : deux Norvégiens et un Néerlandais. Sur ordre d'Hitler, 50 des prisonniers repris furent éliminés, exécutés par arme à feu.
L'évasion en 1944 du Stalag Luft III a été immortalisée dans le film La Grande Évasion (1963) de John Sturges.

### Inspiration
Dans le même registre, une série américaine comique, Papa Schultz (titre original : Hogan's heroes), se déroule également dans un camp de prisonniers géré par la Luftwaffe. Le camp entier est en réalité, sans que son commandant ou ses hommes ne s'en rendent compte, une base de résistance grouillant de tunnels d'où les hommes du colonel Hogan de l'USAAF remplissent les missions de sabotage des installations allemandes.